# Shōgun (série de televisão)
Shōgun (no Brasil: Xógum: A Gloriosa Saga do Japão) é uma série de televisão de drama histórico baseada no romance homônimo de 1975, de James Clavell. O romance foi previamente adaptado para uma minissérie de televisão em 1980. A série estreou com seus dois primeiros episódios em 27 de fevereiro de 2024, no Hulu e no FX. A primeira temporada foi exibida na TV e lançada em streaming semanalmente até 23 de abril do mesmo ano. O elenco principal inclui Hiroyuki Sanada, Cosmo Jarvis, Anna Sawai, Tadanobu Asano, Takehiro Hira, Tommy Bastow e Fumi Nikaido. Devido ao sucesso imediato, Shōgun foi renovada para a segunda e terceira temporadas.
No Brasil e em Portugal, a série estreou nos serviços da Disney Streaming: o Star+ e Disney+, respectivamente. Através desses serviços e outros, a estreia da superprodução fez esta série de entretenimento geral roteirizada se tornar a mais assistida mundialmente, obtendo 9 milhões de visualizações globais. Uma curiosidade sobre a série é que ela não apresenta personagens falando em português, por mais que o roteiro aponte isso. A dupla de criadores optou por adotar o inglês como língua franca, substituindo o português.
O título da série, "Shōgun" (Xógum, em português) se refere a um título ou posição de liderança, bélica e política, exercido durante o Japão feudal e medieval. Apesar do imperador ser o governante do país, quem mandava liderava era o xógum, um tipo de ditador militar.

## Premissa
Shōgun segue "a colisão de dois homens ambiciosos de mundos diferentes e uma misteriosa samurai; John Blackthorne, um marinheiro inglês aventureiro que acaba naufragado no Japão, uma terra cuja cultura desconhecida acabará por redefini-lo; Toranaga, um astuto, poderoso daimiô, em desacordo com seus perigosos rivais políticos; e Lady Mariko, uma mulher com habilidades inestimáveis, mas laços familiares desonrosos, que deve provar seu valor e lealdade".  
O Shōgun de Clavell é uma versão ficcional de eventos e história reais. O personagem de Blackthorne é vagamente baseado no histórico navegador inglês William Adams,   que no Japão se tornou um samurai sob o comando do daimiô mais poderoso e mais tarde o fundador e primeiro shogun do Xogunato Tokugawa do Japão, Tokugawa Ieyasu, cuja vida e reinado duraram de 1543 a 1616 e em quem se baseia o personagem Yoshii Toranaga.  

## Elenco
Nas listas a seguir, os nomes entre parênteses representam a figura histórica na qual o personagem se baseia.

### Principal
- Hiroyuki Sanada como Senhor Yoshii Toranaga (Tokugawa Ieyasu, 1543–1616): Um poderoso bushō e senhor de Kantō. Um dos cinco regentes que governam o Japão em nome do jovem herdeiro do falecido Taikō. Ele é descendente do clã Minowara (clã Minamoto) que já governou o Japão como shōguns. Ele possui uma mente brilhante para estratégia militar e política.
- Cosmo Jarvis como Piloto Major John Blackthorne / Anjin (William Adams, 1564–1620): Piloto marítimo inglês protestante que serviu em uma frota holandesa que buscava estabelecer comércio com o Japão. Ele e sua tripulação se encontram cativos do poderoso Senhor Toranaga.
- Anna Sawai como Toda Mariko (Hosokawa Gracia, 1563–1600): Uma mulher inteligente e bem nascida, com forte lealdade a Toranaga. Ela é uma convertida católica que atua como tradutora entre Toranaga e Blackthorne.
- Tadanobu Asano como Kashigi Yabushige (Honda Masanobu, 1538–1616): O intrigante senhor de Izu que serve Toranaga.
- Takehiro Hira como Ishido Kazunari (Ishida Mitsunari, 1559–1600): Um ex-camponês que se tornou um poderoso bushō, um dos cinco regentes, principal rival de Toranaga e governante do Castelo de Osaka.
- Tommy Bastow como Padre Martin Alvito / Tsuji (João Rodrigues Tçuzu, 1561–1634): Um padre português empático e tradutor confiável.
- Fumi Nikaido como Ochiba No Kata (Yodo-dono, 1569–1615): A única consorte do falecido Taikō que deu à luz um herdeiro, seu filho Yaechiyo.

### Elenco de apoio
- Nestor Carbonell como Vasco Rodrigues: Um marinheiro espanhol aliado dos portugueses que faz amizade com Blackthorne
- Tokuma Nishioka como Toda "Iron Fist" Hiromatsu (Hosokawa Fujitaka, 1534–1610): O general mais confiável e confidente próximo de Toranaga
- Hiroto Kanai como Kashigi Omi (Honda Masazumi, 1566–1637): o sobrinho brilhante de Yabushige e o Senhor de Ajiro
- Yasunari Takeshima como Tonomoto Akinao / Muraji: Um pescador cristão em Ajiro, que pode traduzir para Blackthorne e é secretamente um samurai leal servindo Toranaga
- Moeka Hoshi como Usami Fuji: neta de Hiromatsu e mais tarde consorte de Blackthorne
- Yuki Kura como Yoshii Nagakado (Matsudaira Tadayoshi, 1580–1607): o filho impulsivo, mas adorável de Toranaga
- Ako como Daiyoin/Lady Iyo (Kōdai-in, 1549–1624): A esposa do falecido Taikō, que mais tarde se tornou uma vida budista após sua morte
- Ned Dennehy como Capitão-General: O capitão holandês do Erasmus, que morreu no mar
- Hiromoto Ida como Kiyama ukon Sadanaga (Konishi Yukinaga, 1555–1600): Um dos cinco regentes, que se converteu ao catolicismo, devido à riqueza que os portugueses adquiriram para ele
- Toshi Toda como Sugiyama Josui (Maeda Toshiie, 1539–1599): Um dos cinco regentes, que é descendente de um clã rico
- Takeshi Kurokawa como Ohno Harunobu: Um dos cinco regentes, um outrora grande guerreiro que sofria de lepra, o que o levou a se tornar um católico devoto
- Yuki Takao como Usami Tadayoshi: O marido impulsivo de Fuji e um samurai servindo Toranaga
- Yuka Kouri|ja como Kiku: Uma cortesã astuta e sedutora da concubina de Izu e Omi
- Sen Mars como Nakamura Yaechiyo (Toyotomi Hideyori, 1593–1615): O único filho e herdeiro do Taikō'
- Dakota Daulby como Salamon: Um membro sobrevivente da tripulação do Erasmus que Blackthorne mais tarde encontra vivendo nas favelas de Edo
- Nelson Leis como Hendrik: Um membro sobrevivente da tripulação do Erasmus.
- Hiro Kanagawa como Igarashi Yoshimito: Um samurai mais velho, usando tapa-olho, servindo Yabushige
- Yuki Kedoin como Takemaru: Um jovem samurai servindo Yabushige
- Nobuya Shimamoto como Nebara Jozen: Fiel servidor de Ishido e velho amigo de Yabushige
- Yutaka Takeuchi como Akechi Jinsai: O falecido pai de Mariko e um poderoso senhor da guerra que traiu e matou Lord Kuroda, manchando o legado de sua família
- Joaquim de Almeida como Padre Domingo: Um frade franciscano que fez amizade e deu palestras a Blackthorne sobre política japonesa
- Yukijiro Hotaru como Nakamura Hidetoshi, mais tarde o Taikō (Toyotomi Hideyoshi, 1537–1598): O aposentado Kampaku que nomeou um conselho de cinco regentes para sucedê-lo até que seu herdeiro atingisse a maioridade
- Shinnosuke Abe como Toda "Buntaro" Hirokatsu (Hosokawa Tadaoki, 1563–1646): Filho de Hiromatsu, marido de Mariko e um samurai talentoso servindo Toranaga
- Louis Ferreira como Ferreira: O capitão-geral português do Navio Negro, o maior navio mercante que faz o comércio entre o Império Português e o Japão
- Paulino Nunes como Padre Visitador Carlo Dell'Acqua, SJ (Alessandro Valignano, 1539–1606): Um padre italiano sênior e o representante de mais alto escalão da Igreja Católica no Japão
- Yoriko Dōguchi como Kiri no Kata (Senhora Acha, 1555–1637): esposa de Toranaga
- Mako Fujimoto como Shizu no Kata: a consorte grávida mais jovem de Toranaga
- Yuua Yamanaka como Toda Ryûji: filho de Mariko e Buntaro
- Junichi Tajiri como Uejiro: Um jardineiro idoso da propriedade de Blackthorne em Ajiro
- Eisuke Sasai como Senhor Ito: Um influente senhor da guerra e artista Noh que é convidado a se juntar ao conselho de cinco regentes
- Yuko Miyamoto como Gin: A Senhora da Casa de Chá (bordel) de Ajiro
- Eijiro Ozaki como Senhor Kuroda Nobuhisa (Oda Nobunaga, 1534–1582): O antigo daimyo e pai de Ochiba, que foi morto por Akechi Jinsai, pai de Mariko, em 1578
- Eita Okuno como Saeki Nobutatsu (Matsudaira Iemoto, 1548–1603): Meio-irmão de Toranaga e um poderoso senhor da guerra
- Takaaki Hirakawa como Mizoguchi: Um senhor da guerra que foi derrotado durante a Primeira Batalha de Toranaga em
- Yoshi Amao como Sera: Um general samurai baseado em Edo e um dos vassalos de Toranaga, que se recusa a se submeter aos regentes
- Hitoshi Masaki como Tomono: Um general samurai baseado em Edo e um dos vassalos de Toranaga, que se recusa a se submeter aos regentes
- Haruka Igarashi como Rin: nora de Toranaga e irmã mais nova de Ochiba que mora em Edo

## Episódios
| N.º | Título | Dirigido por          | Escrito por                    | Exibição original       | Audiência (milhões) |
| --- | --- | --------------------- | ------------------------------ | ----------------------- | ------------------- |
| 1 | "Chapter One: Anjin" "Capítulo Um: Anjin" (BR/PT)                                                                                                   | Jonathan van Tulleken | Rachel Kondo & Justin Marks    | 27 de fevereiro de 2024 | 0.764               |
| Em 1600, o Taikō morreu recentemente, deixando o governo dividido entre cinco regentes, que protegem o filho herdeiro do Taikō no Castelo de Osaka. O navio mercante holandês Erasmus e sua tripulação faminta chegam a Ajiro na costa do Japão; os sobreviventes, incluindo o piloto marítimo inglês John Blackthorne, são feitos prisioneiros por samurais locais. Os comerciantes portugueses são entrincheirados e a ordem jesuíta da Igreja Católica são os rivais políticos e religiosos do protestante Blackthorne. O padre jesuíta local imediatamente tenta executar Blackthorne, alegando que ele é um pirata, mas o governante do feudo, Kashigi Yabushige, rejeita o pedido e planeja usar o Erasmus e suas armas em seu benefício. No Castelo de Osaka, quatro regentes, liderados por Lorde Ishido, iniciam o processo de impeachment e, assim, condenam à morte o quinto regente, Yoshii Toranaga. Seguindo o relatório de um espião, o general de Toranaga, Toda Hiromatsu, confisca o Erasmus e sua carga antes de trazer Blackthorne para Osaka. No caminho, Blackthorne assume o comando do navio durante uma tempestade quando o navegador espanhol Rodrigues é levado ao mar, e Rodrigues é salvo por Blackthorne e Yabushige. Blackthorne é então levado ao Castelo de Osaka, onde conhece Toranaga e Toda Mariko.                              | |                       |                                |                         |                     |
| 2 | "Chapter Two: Servants of Two Masters" "Capítulo Dois: Servos de Dois Senhores" (BR) "Capítulo Dois: Servos de Dois Mestres" (PT)                   | Jonathan van Tulleken | Rachel Kondo & Justin Marks    | 27 de fevereiro de 2024 | 0.764               |
| Em 1598, o Taikō, em seu leito de morte, informa em particular a Toranaga sobre sua intenção de formar um conselho de regentes para sucedê-lo, mas avisa que isso provavelmente resultará em uma guerra civil. Em 1600, os diários confiscados de Blackthorne são entregues aos jesuítas por Rodrigues. Blackthorne se encontra com Toranaga, tendo Mariko e o padre jesuíta Martin Alvito como intérpretes, mas é interrompido por Ishido. Toranaga finge desinteresse e prende Blackthorne, na esperança de usar sua presença para semear a divisão entre Ishido e os regentes cristãos. Na prisão, Blackthorne conhece um frade que o informa que o Navio Negro português tem obtido lucros do comércio de seda para a Europa usando uma base militar secreta em Macau. Os regentes cristãos informam a Ishido que só votarão no impeachment de Toranaga se Blackthorne for executado, e Yabushige convence Ishido de que Blackthorne poderia ser útil. Yabushige e seu samurai organizam um ataque de bandidos e resgatam Blackthorne da execução. No segundo encontro de Blackthorne, com a interpretação de Mariko, ele explica que Portugal e Espanha dividiram o mundo entre si e pretendem substituir todos os governos não-católicos. Naquela noite, uma shinobi tenta assassinar Blackthorne, mas é morta por Toranaga, que secretamente trocou de quarto. | |                       |                                |                         |                     |
| 3 | "Chapter Three: Tomorrow is Tomorrow" "Capítulo Três: Amanhã É Amanhã" (BR/PT)                                                                      | Charlotte Brändström  | Shannon Goss                   | 5 de março de 2024      | 0.492               |
| Toranaga instrui Yabushige a mover Blackthorne para Ajiro junto com a esposa de Toranaga, Kiri. Ferreira, capitão-geral do Navio Negro, desconsidera as preocupações dos jesuítas e planeja navegar sem a permissão de Toranaga. No Castelo de Osaka, Ishido inspeciona a caravana de Yabushige sob o pretexto de prestar homenagem. Blackthorne e Mariko testemunham Toranaga trocando secretamente de lugar com Kiri em sua liteira. Mariko explica que eles serão mortos se isso for descoberto, e Blackthorne cria uma distração, permitindo-lhes sair do castelo. Os homens de Kiyama mais tarde atacam a caravana e descobrem Toranaga. O grupo de Toranaga foge pela floresta enquanto o marido de Mariko, Buntaro, fica para trás para impedir a perseguição. O porto é bloqueado pelos homens de Kiyama e Toranaga embarca no Navio Negro, fechando um acordo com os portugueses em troca de uma passagem segura. Ferreira exige que Blackthorne seja deixado para trás, mas ele retorna assim que os dois navios rompem o bloqueio. No mar, Toranaga faz de Blackthorne um hatamoto e pede que ele ensine táticas ocidentais a um novo regimento. Em Osaka, Hiromatsu informa aos regentes que Toranaga renunciou, deixando-os sem quórum para votar o impeachment.                                                                                         | |                       |                                |                         |                     |
| 4 | "Chapter Four: The Eightfold Fence" "Capítulo Quatro: A Cerca de Oito Camadas" (BR) "Capítulo Quatro: A Cerca Multiplicada por Oito" (PT)           | Frederick E. O. Toye  | Nigel Williams & Emily Yoshida | 12 de março de 2024     | 0.517               |
| Toranaga inspeciona o exército de Yabushige em Ajiro e parte para Edo. Mariko informa Blackthorne que sua tripulação está em Edo e que eles e o Erasmus agora pertencem a Toranaga. Blackthorne recebe uma casa, um bom salário e Usami Fuji, neta de Hiromatsu, como sua consorte em troca de treinar o exército de Yabushige por seis meses. O sobrinho de Yabushige, Kashigi Omi, sugere a Yabushige que, na ausência de Toranaga, Yabushige pode oferecer as armas confiscadas do Erasmus para Ishido. O servidor de Ishido, Nebara Jozen, chega e diz a Yabushige para retornar a Osaka e jurar lealdade aos regentes restantes. Sabendo que isso provavelmente terminará em sua morte, Yabushige convida Jozen para passar a noite e testemunhar uma demonstração dos canhões no dia seguinte. No jantar, Blackthorne dá a Fuji uma de suas armas como forma de gratidão e ela lhe dá as espadas de seu falecido pai. Mariko entra furtivamente no quarto de Blackthorne à noite e dorme com ele, alegando mais tarde que ela e Fuji contrataram uma cortesã. No dia seguinte, durante a manifestação, Nagakado resolve o problema com as próprias mãos e mata Jozen e sua comitiva com tiros em cadeia dos canhões. O episódio é dedicado à memória do consultor técnico e especialista em canhões Larry Beckett.                                              | |                       |                                |                         |                     |
| 5 | "Chapter Five: Broken to the Fist" "Capítulo Cinco: Domado Pelo Punho" (BR/PT)                                                                      | Frederick E. O. Toye  | Matt Lambert                   | 19 de março de 2024     | 0.554               |
| Toranaga retorna para Ajiro com seu exército. Ao saber que Nagakado matou Jozen, ele tira o comando do regimento de canhões, passando-o para Omi. Buntaro retorna de Osaka e vai morar com Blackthorne e Mariko. Durante o jantar, Blackthorne e Buntaro se envolvem em uma bebedeira de “saquê”. Um Buntaro bêbado força Mariko a contar a Blackthorne sobre seu pai, Akechi Jinsai, que assassinou o antecessor do Taikō. Ele foi forçado a executar sua família antes de cometer seppuku e Mariko se casou com Buntaro como expiação por sua traição. Mais tarde naquela noite, Mariko é agredida por Buntaro e Blackthorne o confronta do lado de fora, mas Buntaro depõe sua espada e pede desculpas por perturbar sua casa. Blackthorne mais tarde pede permissão a Toranaga para deixar permanentemente o Japão, mas depois que um terremoto enterra Toranaga em um deslizamento de terra, Blackthrone o salva. No dia seguinte, Muraji consegue convencer Yabushige e Omi de que Uejirou, que havia sido executado, era o espião que procuravam. Em Osaka, os regentes restantes tentam decidir quem ocupará o lugar de Toranaga no conselho, mas Ochiba logo chega e se reúne com Yaechiyo antes de dizer a Ishido que o conselho agora irá ouvi-la. | |                       |                                |                         |                     |
| 6 | "Chapter Six: Ladies of the Willow World" "Capítulo Seis: Damas do Mundo de Salgueiros" (BR) "Capítulo Seis: Senhoras do Mundo dos Salgueiros" (PT) | Hiromi Kamata         | Maegan Houang                  | 26 de março de 2024     | 0.523               |
| Em 1578, Mariko mora na casa do senhor da guerra Kuroda Nobuhisa. Ela se torna amiga de sua filha, a futura Ochiba, e testemunha Nobuhisa executando os aliados de seu pai. Em 1600, Toranaga concede a Blackthorne um almirantado e um feudo, e o pedido de Blackthorne para deixar o Japão é negado. Toranaga revela a Mariko que Jinsai queria que ela continuasse seu trabalho de proteção ao Japão. No Castelo de Osaka, os três regentes restantes e suas famílias foram feitos reféns por Ochiba e Ishido, sob o pretexto de que há uma conspiração para matar Yaechiyo. Hiromatsu escapa, mas deve deixar os outros para trás. Ochiba acredita que Toranaga planejou a morte de seu pai, e ela e Ishido oferecem a Ito, um influente senhor da guerra, um assento no conselho. Sugiyama se recusa a confirmar Ito e tenta fugir de Osaka com sua família, mas Ishido os mata. Hiromatsu chega a Ajiro e informa Toranaga sobre a situação em Osaka. O conselho de guerra de Toranaga quer usar seu plano secreto Céu Carmesim para derrotar Ishido. Toranaga recusa, entendendo que isso provavelmente fará dele o novo shōgun. Quando a notícia da morte de Sugiyama chega a Ajiro, Toranaga percebe que seu impeachment é inevitável e põe em prática o Céu Carmesim para proteger Yaechiyo e limitar o futuro derramamento de sangue.                      | |                       |                                |                         |                     |
| 7 | "ChapterASeven: Stick of Time" "Capítulo Sete: O Tempo de um Incenso" (BR) "Capítulo Sete: Breves Instantes" (PT)                                   | Takeshi Fukunaga      | Matt Lambert                   | 2 de abril de 2024      | 0.540               |
| Em 1554, um jovem Toranaga consegue sua primeira vitória em uma batalha contra o senhor da guerra Mizoguchi, que comete seppuku. Em 1600, Toranaga encontra seu meio-irmão distante, Saeki Nobutatsu, para discutir os termos da fusão de seus dois exércitos para invadir Osaka como parte do Céu Carmesim. Saeki revela que lhe foi oferecida a quinta regência no lugar de Sugiyama, e Toranaga deve se render ao conselho em Osaka ou enfrentar uma guerra iminente. Saeki também informa Yabushige que seu general foi executado, acabando com sua chance de jogar com sucesso em ambos os lados. Toranaga recusa o pedido de Buntaro para matar Blackthorne e o pedido de Mariko para morrer. Toranaga informa Saeki sobre sua intenção de se render e declara que não haverá Céu Carmesim, apesar dos protestos de Nagakado e Yabushige. Kiku e Nagakado conspiram para matar Saeki na casa de chá de Anjiro. Saeki tenta fugir da emboscada, mas tropeça no lago da casa de chá, mas quando Nagakado tenta matá-lo, ele escorrega e bate fatalmente com a cabeça em uma pedra. | |                       |                                |                         |                     |
| 8 | "Chapter Eight: The Abyss of Life" "Capítulo Oito: A Profundeza da Vida" (BR) "Capítulo Oito: O Abismo da Vida" (PT)                                | Emmanuel Osei-Kuffour | Shannon Goss                   | 9 de abril de 2024      | 0.436               |
| Toranaga e seu exército viajam para Edo para se preparar para o funeral de Nagakado e 49 dias de luto. Ishido propõe casamento a Ochiba para fortalecer sua aliança. Alvito sugere a Toranaga que ele se alie a Ochiba e derrube Ishido, mas Toranaga diz ao sacerdote para informar Ishido que ele se renderá formalmente. Buntaro e Mariko têm uma cerimônia do chá, onde ele propõe que eles cometam suicídio para protestar contra a rendição de Toranaga, mas Mariko se recusa. Blackthorne visita seus ex-companheiros e Salamon o confronta sobre suas decisões de pilotagem que os trouxeram ao Japão. Blackthorne oferece seus serviços a Yabushige, que inicialmente recusa. Daiyoin sofre um derrame e implora a Ochiba que acabe com suas hostilidades e liberte os reféns antes de morrer. Os vassalos de Toranaga assinam seus nomes em uma carta formal de rendição, mas Hiromatsu comete seppuku em desafio. Toranaga revela a Mariko que Hiromatsu cometeu suicídio para fazer seus inimigos acreditarem que sua derrota foi real. Yabushige fica assim convencido e aceita os serviços de Blackthorne. Toranaga pede a Mariko que viaje em seu nome para Osaka. Na manhã seguinte, no local de descanso de seu filho, Toranaga agradece a seu filho e a Hiromatsu e jura não desperdiçar o tempo que compraram.                                     | |                       |                                |                         |                     |
| 9 | "Chapter Nine: Crimson Sky" "Capítulo Nove: Céu Carmesim" (BR/PT)                                                                                   | Frederick E. O. Toye  | Rachel Kondo & Justin Marks    | 16 de abril de 2024     | 0.538               |
| Blackthorne, Mariko e Yabushige chegam a Osaka para se render a Ishido em nome de Toranaga. Yabushige pede que Ishido poupe sua vida em troca de sua servidão, mas é negado. Mariko exige deixar a cidade com a família de Toranaga a pedido dele, mas durante sua tentativa de sair, os guardas a dominam, então ela anuncia que tirará a própria vida ao pôr do sol. Ochiba se encontra com Mariko em segredo e conta a infância delas juntas na tentativa de fazê-la se render pacificamente, mas ela se recusa. Mariko logo se prepara para cometer seppuku, com Blackthorne concordando em ser seu carrasco, mas Ishido a impede e lhe concede permissão para sair. Mais tarde naquela noite, Blackthorne e Mariko professam seu amor um pelo outro. Ishido concorda em poupar Yabushige, que permite que um exército de shinobi se infiltre no castelo, mas Blackthorne os impede de sequestrar Mariko. Em meio ao caos, Blackthorne, Mariko, Yabushige e as consortes de Toranaga se trancam em um armazém, mas depois que os shinobi prepararam explosivos para abrir a porta, Mariko voluntariamente fica na frente disso para desafiar Ishido e é morta pela explosão, horrorizando Blackthorne. | |                       |                                |                         |                     |
| 10 | "Chapter Ten: A Dream of a Dream" "Capítulo Dez: Um Sonho Dentro de um Sonho" (BR) "Capítulo Dez: Um Sonho de um Sonho" (PT)                        | Frederick E. O. Toye  | Maegan Houang & Emily Yoshida  | 23 de abril de 2024     | 0.625               |
| Após o ataque ao Castelo de Osaka, Mariko é enterrada e o Conselho vota por unanimidade para declarar guerra a Toranaga. Blackthorne deixa Osaka com as consortes de Yabushige e Toranaga, tendo aprendido com Alvito que Mariko persuadiu a Igreja a poupar sua vida. Ao chegar em Ajiro, eles descobrem que o Erasmus foi destruído e Yabushige é preso enquanto os homens de Toranaga caçam impiedosamente supostos traidores. Depois de confessar ter ajudado Ishido, Yabushige recebe ordens de Toranaga para cometer seppuku no dia seguinte. Blackthorne se reúne com Fuji, que o informa que ela foi dispensada de suas funções. No dia seguinte, Blackthorne implora a Toranaga que poupe a vila Ajiro e ameaça cometer seppuku, mas Toranaga o impede e ordena a construção de uma frota de navios. Toranaga mais tarde confessa a Yabushige que ordenou a destruição do Erasmus para impedir Blackthorne de deixar o Japão e que a morte de Mariko ajudou a convencer Ochiba a retirar seu apoio a Ishido antes da futura Batalha de Sekigahara. Depois que Toranaga se recusa a divulgar todo o seu plano, Yabushige executa sua sentença e comete seppuku. Com a ajuda de Buntaro e dos aldeões, Blackthorne inicia esforços para salvar o Erasmus enquanto Toranaga observa de longe.                                                                   | |                       |                                |                         |                     |

## Produção

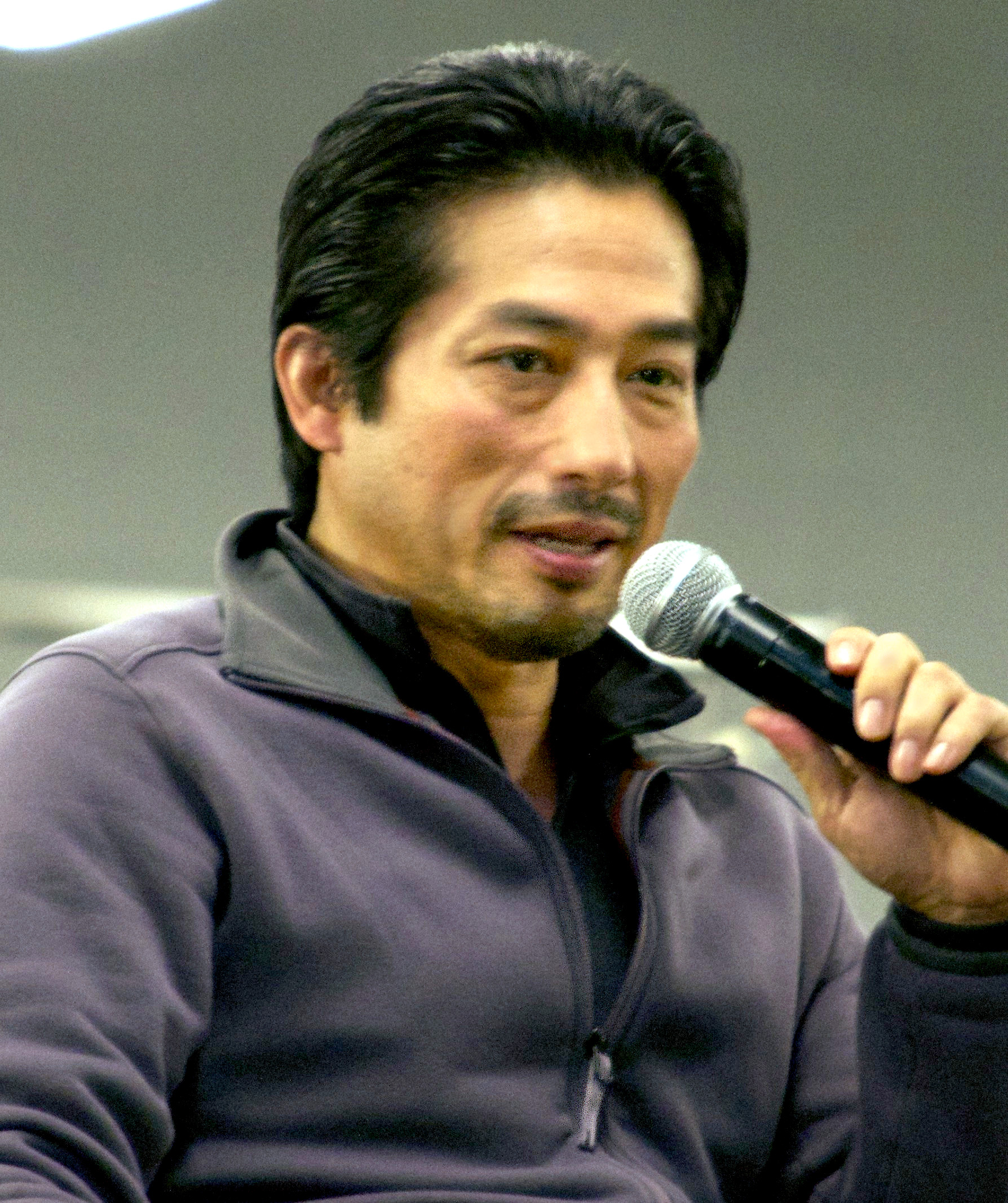
Hiroyuki Sanada, um dos produtores da série, interpreta Lorde Yoshii Toranaga.

### Desenvolvimento
Durante a turnê anual de imprensa de verão da Television Critics Association em agosto de 2018, a FX anunciou que faria uma nova adaptação do romance Shōgun de 1975, de James Clavell, e deu à produção um pedido direto para a série.  Esperava-se que os produtores executivos incluíssem Andrew Macdonald, Allon Reich, Michael De Luca, Michaela Clavell, Tim Van Patten, Eugene Kelly e Ronan Bennett. Rachel Bennette seria a produtora supervisora, Tom Winchester como produtor, Georgina Pope como coprodutora e Eriko Miyagawa como produtora associada. Patten também dirigiu a série e Bennett também escreveu. A FX Productions foi programada para atuar como produtora da série. Hiroyuki Sanada atua como produtor e ator principal.
Em entrevista ao USA Today, Sanada descreveu seu papel como produtor, dizendo: "Depois de vinte anos em Hollywood, sou produtor. Isso significa que posso dizer qualquer coisa, a qualquer hora. [...] Tive uma equipe pela primeira vez. Carreguei a pressão de ser produtor em meus ombros. Mas mais do que isso, tive felicidade." Ele também enfatizou manter o show autêntico com a história japonesa. "Se algo estiver incorreto, as pessoas não conseguem se concentrar no drama. Elas não querem ver esse tipo de show. Precisávamos ser autênticos."
Em maio de 2024, uma segunda e terceira temporadas estavam oficialmente em desenvolvimento, com a sala dos roteiristas sendo montada no meio de 2024.

### Filmagens
A fotografia principal da série estava programada para começar em março de 2019 no Japão e no Reino Unido, mas foi adiada porque o canal sentiu que a produção não estava em boa forma e que eles queriam um objetivo mais alto. Sanada fez um único dia de filmagem em 2019 para que a FX mantivesse os direitos de propriedade enquanto a série era revivida.
Em janeiro de 2020, foi revelado que depois que o escritor original Ronan Bennett não estava mais disponível para continuar trabalhando nos roteiros, eles recomeçaram do zero com o novo escritor e produtor executivo Justin Marks e a produtora supervisora Rachel Kondo. A equipe de roteiristas da série também inclui a co-produtora executiva Shannon Goss, o produtor consultor Matt Lambert, o editor de roteiro Maegan Houang e a redatora Emily Yoshida.
Em 22 de setembro de 2021, a fotografia principal da série começou em Vancouver, durando até 30 de junho de 2022, dois meses a mais do que o esperado.  Certos efeitos visuais de pós-produção foram produzidos na Irlanda.  Nikkan Gendai informou que os extras japoneses recebiam 50.000 ienes por dia, o que é muito mais alto do que uma produção japonesa onde são pagos entre zero ienes e 5.000 ienes por dia. Um pinheiro branco japonês usado no set foi doado e plantado após as filmagens para decorar a prefeitura de Port Moody.

## Marketing
Para promover a série, uma exibição envolvente da série ocorreu no FX Lawn durante a San Diego Comic Con em julho de 2023. Isso incluiu performances de samurais e um lago de carpas virtual.  Em 5 de setembro de 2023, a série foi apresentada em uma vitrine digital dos próximos programas de televisão FX. Em 2 de novembro de 2023, o primeiro trailer do programa estreou no YouTube, que revelou que a série seria lançada em fevereiro de 2024 no FX on Hulu.   Um trailer de 30 segundos da série foi ao ar durante o segundo tempo do Super Bowl LVIII em 11 de fevereiro de 2024. Bill Bradley da Adweek escreveu "A série está em desenvolvimento há anos e já é a mais cara da história do FX, então o que são mais US$ 7 milhões por um anúncio?"

## Recepção

### Audiência
De acordo com o aplicativo de rastreamento de espectadores Samba TV, Shōgun foi o programa mais transmitido em todas as plataformas entre 26 de fevereiro e 3 de março de 2024.  Foi também o programa mais transmitido em todas as plataformas durante sua segunda semana. TheWrap observou que Shōgun foi uma das poucas séries não-Netflix a ter uma classificação consecutiva em primeiro lugar.  Em 6 de março de 2024, foi revelado que o programa atraiu 9 milhões de visualizações no Hulu, Disney+ e Star+ em seus primeiros seis dias de lançamento. O agregador de streaming Reelgood relatou que a minissérie foi o programa mais transmitido nos Estados Unidos até 6 de março de 2024.  De 4 a 10 de março de 2024, Shōgun foi a série de televisão mais transmitida no Canadá, e nos Estados Unidos, de acordo com o agregador de streaming JustWatch.

### Avaliação da crítica
No agregador de resenhas Rotten Tomatoes, 100% dos 45 críticos deram uma crítica positiva à série. O consenso dos críticos do site é: "Visualmente suntuoso e enriquecido com verossimilhança cultural, Shōgun é uma reimaginação épica que supera o original."  No Metacritic, a série detém uma pontuação média ponderada de 83 em 100 com base em 33 críticos, indicando "aclamação universal". 
Rebecca Nicholson do The Guardian elogiou o programa, chamando-o de "hipnotizante" e elogiou especialmente as sequências de batalha e seu respeito pelo material original.  Escrevendo para o The New York Times, Mike Hale comparou o programa à adaptação de 1980, escrevendo "Você pode corrigir a atuação dura, valores de produção desatualizados e eurocentrismo, mas não pode realmente corrigir a natureza básica do material."  Ele elogiou especialmente o programa por destacar mais personagens japoneses do que na adaptação de 1980, que se concentrou mais em Blackthorne.  Suas únicas reclamações foram o retrato mais neutro de Blackthorne por Cosmo Jarvis e o material fonte escrito no Ocidente. Erik Kain da Forbes descreveu a minissérie como um "sucesso instantâneo" e elogiou a interpretação de Blackthorne por Jarvis, afirmando "Estou imediatamente atraído por seu personagem porque ele não é apenas um cara legal, algum salvador branco ou o que quer que seja. Ele é inteligente, mas também é calculista e implacável." Anita Singh do The Telegraph concedeu à série quatro estrelas de cinco, escrevendo que "a adaptação brilhante da Disney do romance sangrento de James Clavell - ambientado no Japão em 1600 - parece ótima e parece assumidamente machista."

### Recepção no Japão
Em contraste com a minissérie de 1980, a versão de 2024 de Shōgun foi recebida com aclamação pelo público japonês no Eiga.com. O comediante japonês e fã de história Kunihiro Matsumura também elogiou a série por sua autenticidade. Ken Matsudaira, que interpretou Tokugawa Yoshi em The Unfettered Shogun e Tokugawa Ieyasu (que serviu de modelo para o personagem principal, Yoshii Toranaga) três vezes em sua carreira de ator, elogiou a atuação habilidosa de Sanada e seu esforço para trazer mais autenticidade histórica à série como produtor.  Em entrevista ao The Hollywood Reporter, Sanada expressou sua opinião sobre a recepção japonesa do programa: "Fiquei um pouco preocupado com a reação dos japoneses porque eles sabem o que é autêntico e o que não é. Mas, surpreendentemente, todas as críticas e reações do público foram ótimas. Isso era exatamente o que queríamos."
O aclamado designer de videogame Hideo Kojima, conhecido por fundar a Kojima Productions, deu à série uma crítica brilhante, comparando-a a "um Game of Thrones ambientado no Japão do século 17", e elogiou a escala, detalhes, elenco, figurinos, cenários e adereços do programa, além de citar a presença da estrela e produtor Hiroyuki Sanada na série.

### Prêmios
| Prêmio                                | Ano                   | Categoria                                                                                        | Indicado(s) | Resultado | Ref(s)               |
| ------------------------------------- | --------------------- | ------------------------------------------------------------------------------------------------ | --- | --------- | -------------------- |
| Gotham TV Awards                      | 2024                  | Série Limitada Inovadora                                                                         | Shōgun | Indicado  | [ 55 ] [ 56 ]        |
| Gotham TV Awards                      | 2024                  | Melhor Atuação em Série Limitada                                                                 | Hiroyuki Sanada | Indicado  | [ 55 ] [ 56 ]        |
| Gotham TV Awards                      | 2024                  | Melhor Atuação em Série Limitada                                                                 | Anna Sawai | Indicada  | [ 55 ] [ 56 ]        |
| Television Critics Association Awards | 2024                  | Programa do Ano                                                                                  | Shōgun | Venceu    | [ 57 ]               |
| Television Critics Association Awards | 2024                  | Melhor Realização Notável em Drama                                                               | Shōgun | Venceu    | [ 57 ]               |
| Television Critics Association Awards | 2024                  | Melhor Programa Novo                                                                             | Shōgun | Venceu    | [ 57 ]               |
| Television Critics Association Awards | 2024                  | Melhor Desempenho Individual em Drama                                                            | Hiroyuki Sanada | Indicado  | [ 57 ]               |
| Television Critics Association Awards | 2024                  | Melhor Desempenho Individual em Drama                                                            | Anna Sawai | Venceu    | [ 57 ]               |
| Primetime Creative Arts Emmy Awards   | 8 de setembro de 2024 | Melhor Ator Convidado em Série Dramática                                                         | Néstor Carbonell (por "Anjin") | Venceu    | [ 58 ] [ 59 ] [ 60 ] |
| Primetime Creative Arts Emmy Awards   | 8 de setembro de 2024 | Melhor Elenco em Série Dramática                                                                 | Laura Schiff, Carrie Audino, Kei Kawamura, Maureen Webb, e Colleen Bolton | Venceu    | [ 58 ] [ 59 ] [ 60 ] |
| Primetime Creative Arts Emmy Awards   | 8 de setembro de 2024 | Melhor Cinematografia em uma Série Dramática (um hora)                                           | Christopher Ross (por "Anjin") | Indicado  | [ 58 ] [ 59 ] [ 60 ] |
| Primetime Creative Arts Emmy Awards   | 8 de setembro de 2024 | Melhor Cinematografia em uma Série Dramática (um hora)                                           | Sam McCurdy (por "Crimson Sky") | Venceu    | [ 58 ] [ 59 ] [ 60 ] |
| Primetime Creative Arts Emmy Awards   | 8 de setembro de 2024 | Melhor Figurinos para uma Série                                                                  | Carlos Rosario, Carole Griffin, Kristen Bond, Kenichi Tanaka, e Paula Plachy (por "Ladies of the Willow World")                                                                  | Venceu    | [ 58 ] [ 59 ] [ 60 ] |
| Primetime Creative Arts Emmy Awards   | 8 de setembro de 2024 | Melhor Estilo de Cabelo de Época em Personagens                                                  | Sanna Kaarina Seppanen, Mariah Crawley, Madison Gillespie, Nakry Keo, e Janis Bekkering (por "A Stick of Time")                                                                  | Venceu    | [ 58 ] [ 59 ] [ 60 ] |
| Primetime Creative Arts Emmy Awards   | 8 de setembro de 2024 | [Melhor Design de Título de Abertura                                                             | Nadia Tzuo, Mike Zeng, Alex Silver, Lee Buckley, Ilya Tselyutin, e Evan Larimore                                                                                                 | Venceu    | [ 58 ] [ 59 ] [ 60 ] |
| Primetime Creative Arts Emmy Awards   | 8 de setembro de 2024 | Melhor Maquilhagem de Período ou Fantasia/Ficção Científica (Não Protética)                      | Rebecca Lee, Krystal Devlin, Amber Trudeau, Andrea Alcala, Leslie Graham, Krista Hann, Mike Fields, e Emily Walsh (por "The Abyss of Life")                                      | Venceu    | [ 58 ] [ 59 ] [ 60 ] |
| Primetime Creative Arts Emmy Awards   | 8 de setembro de 2024 | Maquilhagem Protética Excecional                                                                 | Toby Lindala, Bree-Anna Lehto, and Suzie Klimack (por "A Dream of a Dream") | Venceu    | [ 58 ] [ 59 ] [ 60 ] |
| Primetime Creative Arts Emmy Awards   | 8 de setembro de 2024 | Melhor Composição Musical para uma Série (Partitura Dramática Original)                          | Atticus Ross, Leopold Ross, e Nick Chuba (por "Servants of Two Masters") | Indicado  | [ 58 ] [ 59 ] [ 60 ] |
| Primetime Creative Arts Emmy Awards   | 8 de setembro de 2024 | Melhor Música Temática Original de Título Principal                                              | Atticus Ross, Leopold Ross, e Nick Chuba | Indicado  | [ 58 ] [ 59 ] [ 60 ] |
| Primetime Creative Arts Emmy Awards   | 8 de setembro de 2024 | Melhor Edição de Imagem Excepcional para uma Série Dramática                                     | Maria Gonzales e Aika Miyake (por "A Dream of a Dream") | Venceu    | [ 58 ] [ 59 ] [ 60 ] |
| Primetime Creative Arts Emmy Awards   | 8 de setembro de 2024 | Melhor Design de Produção para um Programa Narrativo Periódico ou de Fantasia (Uma Hora ou Mais) | Helen Jarvis, Chris Beach, Lisa Lancaster e Jonathan Lancaster (por "Anjin") | Venceu    | [ 58 ] [ 59 ] [ 60 ] |
| Primetime Creative Arts Emmy Awards   | 8 de setembro de 2024 | Melhor Edição de Som para uma Série de Comédia ou Dramática (Uma Hora)                           | Brian J Armstrong, Benjamin Cook, James Gallivan, John Creed, Ayako Yamauchi, Mark Hailstone, Ken Cain, Melissa Muik, Matt Salib e Sanaa Kelley (por "Broken to the Fist")       | Venceu    | [ 58 ] [ 59 ] [ 60 ] |
| Primetime Creative Arts Emmy Awards   | 8 de setembro de 2024 | Melhor Mixagem de Som para uma Série de Comédia ou Dramática (Uma Hora)                          | Steve Pederson, Greg P. Russell, Michael Williamson, Takashi Akaku e Arno Stephanian (por "Broken to the Fist")                                                                  | Venceu    | [ 58 ] [ 59 ] [ 60 ] |
| Primetime Creative Arts Emmy Awards   | 8 de setembro de 2024 | Melhor Efeitos Visuais Especiais em uma Temporada ou um Filme                                    | Michael Cliett, Melody Mead, Jed Glassford, Cameron Waldbauer, Philip Engström, Chelsea Mirus, Ed Bruce, Nicholas Murphy e Kyle Rottman                                          | Venceu    | [ 58 ] [ 59 ] [ 60 ] |
| Primetime Creative Arts Emmy Awards   | 8 de setembro de 2024 | Melhor Desempenho de Dublê                                                                       | Hiroo Minami, Nobuyuki Obikane, Martin Cochingco e Johnson Phan (por "The Eightfold Fence")                                                                                      | Venceu    | [ 58 ] [ 59 ] [ 60 ] |
| Primetime Emmy Awards                 | 2024                  | Melhor Série Dramática                                                                           | Justin Marks, Michaela Clavell, Edward L. McDonnell, Michael De Luca, Rachel Kondo, Shannon Goss, Jamie Vega Wheeler, Hiroyuki Sanada, Eriko Miyagawa, Erin Smith e Matt Lambert | Venceu    | [ 58 ] [ 59 ] [ 60 ] |
| Primetime Emmy Awards                 | 2024                  | Melhor Ator Principal em uma Série Dramática                                                     | Hiroyuki Sanada (por "The Abyss of Life") | Venceu    | [ 58 ] [ 59 ] [ 60 ] |
| Primetime Emmy Awards                 | 2024                  | Melhor Atriz Principal em uma Série Dramática                                                    | Anna Sawai (por "Crimson Sky") | Venceu    | [ 58 ] [ 59 ] [ 60 ] |
| Primetime Emmy Awards                 | 2024                  | Melhor Ator Coadjuvante em uma Série Dramática                                                   | Tadanobu Asano (por "Anjin") | Indicado  | [ 58 ] [ 59 ] [ 60 ] |
| Primetime Emmy Awards                 | 2024                  | Melhor Ator Coadjuvante em uma Série Dramática                                                   | Takehiro Hira (por "Crimson Sky") | Indicado  | [ 58 ] [ 59 ] [ 60 ] |
| Primetime Emmy Awards                 | 2024                  | Melhor Direção para uma Série Dramática                                                          | Frederick E. O. Toye (por "Crimson Sky") | Venceu    | [ 58 ] [ 59 ] [ 60 ] |
| Primetime Emmy Awards                 | 2024                  | Melhor Roteiro para uma Série Dramática                                                          | Rachel Kondo e Justin Marks (por "Anjin") | Indicado  | [ 58 ] [ 59 ] [ 60 ] |
| Primetime Emmy Awards                 | 2024                  | Melhor Roteiro para uma Série Dramática                                                          | Rachel Kondo e Caillin Puente (por "Crimson Sky") | Indicado  | [ 58 ] [ 59 ] [ 60 ] |
| Astra TV Awards                       | 2024                  | Melhor Série Dramática em Streaming                                                              | Shōgun | Venceu    | [ 61 ]               |
| Astra TV Awards                       | 2024                  | Melhor Ator de Série Dramática em Streaming                                                      | Cosmo Jarvis | Indicado  | [ 61 ]               |
| Astra TV Awards                       | 2024                  | Melhor Ator de Série Dramática em Streaming                                                      | Hiroyuki Sanada | Venceu    | [ 61 ]               |
| Astra TV Awards                       | 2024                  | Melhor Atriz de Série Dramática em Streaming                                                     | Anna Sawai | Venceu    | [ 61 ]               |
| Astra TV Awards                       | 2024                  | Melhor Atriz Convidada de Série Dramática                                                        | Yuko Miyamoto | Indicado  | [ 61 ]               |
| Astra TV Awards                       | 2024                  | Melhor Direção de Série Dramática em Streaming                                                   | Jonathan van Tulleken (por "Anjin") | Indicado  | [ 61 ]               |
| Astra TV Awards                       | 2024                  | Melhor Roteiro de Série Dramática em Streaming                                                   | Rachel Kondo e Justin Marks (por "Anjin") | Indicado  | [ 61 ]               |
| Golden Globes Awards                  | 2025                  | Melhor Série de Televisão – Drama                                                                | Shōgun | Venceu    | [ 62 ]               |
| Golden Globes Awards                  | 2025                  | Melhor Ator – Série de Televisão Dramática                                                       | Hiroyuki Sanada | Venceu    | [ 62 ]               |
| Golden Globes Awards                  | 2025                  | Melhor Atriz – Série de Televisão Dramática                                                      | Anna Sawai | Venceu    | [ 62 ]               |
| Golden Globes Awards                  | 2025                  | Melhor Ator Coadjuvante – Minissérie ou Telefilme                                                | Tadanobu Asano | Venceu    | [ 62 ]               |
| Critics' Choice Awards                | 2025                  | Melhor Série de Televisão Dramática                                                              | Shōgun | Venceu    | [ 63 ]               |
| Critics' Choice Awards                | 2025                  | Melhor Ator em Série de Televisão Dramática                                                      | Hiroyuki Sanada | Venceu    | [ 63 ]               |
| Critics' Choice Awards                | 2025                  | Melhor Atriz em Série de Televisão Dramática                                                     | Anna Sawai | Indicado  | [ 63 ]               |
| Critics' Choice Awards                | 2025                  | Melhor Ator Coadjuvante em Série de Televisão Dramática                                          | Tadanobu Asano | Venceu    | [ 63 ]               |
| Critics' Choice Awards                | 2025                  | Melhor Ator Coadjuvante em Série de Televisão Dramática                                          | Takehiro Hira | Indicado  | [ 63 ]               |
| Critics' Choice Awards                | 2025                  | Melhor Atriz Coadjuvante em Série de Televisão Dramática                                         | Moeka Hoshi | Venceu    | [ 63 ]               |